# Rio Argetoaia
O Rio Argetoaia é um rio da Romênia afluente do rio Jiu, localizado nos distritos de Mehedinţi e Dolj.